# Pierre-Louis Thoreux
Pierre-Louis Thoreux, né à Saint-Briac (Ille-et-Vilaine) le 2 août 1890 et décédé à Paris le 12 septembre 1971, est un officier de la marine marchande français. Il est notamment connu pour avoir commandé le paquebot transatlantique Normandie. 

## Carrière
Son père, Louis Thoreux, était capitaine au long cours pour la compagnie Bordes et avait notamment commandé le trois-mâts barque Pacifique avant d'être nommé capitaine d'armement chez Bordes.
Pierre-Louis Thoreux débute en 1906, à la Compagnie havraise Péninsulaire et obtient son examen de lieutenant au long cours ; il embarque comme lieutenant sur le 4-mâts Valparaiso, devenant ainsi cap-hornier, comme la plupart des officiers de la marine marchande française de cette époque. 
En 1908-1909, il effectue son service militaire sur le cuirassé Brennus et sort major, en avril 1911, du cours des officiers de réserve. 
Après quelques voyages aux Messageries maritimes, dans les mers de Chine, il entre à la Compagnie Transatlantique en 1912 où il effectuera toute sa carrière.
Au début de la Première Guerre mondiale, Pierre Thoreux embarque comme enseigne de vaisseau sur le croiseur Kleber qui saute sur une mine, ce qui lui vaut la Croix de Guerre, pour sa conduite exemplaire lors de ce naufrage. Il prend alors le commandement d’une division de chasseurs de sous-marins.
En 1931, alors qu’il commande le paquebot De Grasse, il sauve l’équipage du voilier canadien Clemencia en perdition dans le sud du banc de Terre-Neuve et reçoit la Médaille d'or de Sauvetage du gouvernement américain.
En 1935, il se prépare à prendre le commandement du Normandie aux côtés du capitaine René Pugnet qui doit prendre sa retraite prochainement et, lors de son voyage inaugural, il décroche le Ruban Bleu, le record de vitesse sur l'Atlantique nord. 
À la veille de la Seconde Guerre mondiale, le navire, comme beaucoup d'autres, reste au port de New York pour ne pas risquer le torpillage. Il laisse le commandement du Normandie pour prendre la direction de l’agence du Havre de la Compagnie Générale Transatlantique.
Pierre Thoreux a été membre de la Chambre de Commerce du Havre, président du Syndicat havrais des armateurs, administrateur du Port Autonome du Havre et administrateur du port fluvial de Gennevilliers.
Il est mort à Paris le 9 décembre 1971 dans sa 82e année et est enterré à Saint-Briac, sa ville natale.

### Commandements opérés pour le compte de la Compagnie Transatlantique
- le Mont Ventoux
- l'Indiana
- le cargo Alaska
- le navire-école Jacques Cartier
- le Caroline
- le SS Cuba[6]
- le paquebot Rochambeau
- le paquebot transatlantique France
- le paquebot Ile de France
- le paquebot de Grasse
- le paquebot transatlantique Normandie

## Ouvrages
- J'ai commandé "Normandie" (1963), Paris, Presses de la Cité
- La course au ruban bleu, cent ans de lutte dans l'Atlantique, 1838-1939, par Jean Trogoff, 176 p., Paris : Société d'éditions géographiques, maritimes et coloniales, 1945 - préface de l'ouvrage

## Distinctions
- Commandeur de la Légion d'honneur à titre militaire[7]
- Croix de guerre 1914-1918
- Médaille des Dardanelles.
- Médaille commémorative d'Orient
- Commandeur du Mérite Maritime
- Médaille d’Or de Sauvetage du Gouvernement américain.
- Croix des Services Militaires Volontaires.
- Grand Officier du Nicham Iflikar.

## Mémoire
- Challenge Pierre-Louis Thoreux : depuis 2010, une régate maritime baptisée de son nom est organisée chaque année par le yacht-club de Saint-Briac et l’Association française des propriétaires de Cornish Crabber[8],[9] (« Crabe de Cornouaille », un petit voilier  anglais ancien[10])
- Une rue de Saint-Briac-sur-Mer porte son nom